# Pomnik Jana Pawła II w Toruniu
Pomnik Jana Pawła II w Toruniu – pomnik papieża Jana Pawła II znajdujący się na Plantach przy skrzyżowaniu ul. Wały gen. Sikorskiego i al. Jana Pawła II, w pobliżu pl. Artylerii Polskiej.
7 kwietnia 2005 roku Rada Miasta Torunia wydała uchwałę o budowie pomnika. Zgodnie z uchwałą pomnik miał zostać sfinansowany ze środków budżetowych Torunia oraz składek mieszkańców i instytucji. Konkurs na wykonanie pomnika wygrał prof. Stanisław Radwański z Gdańska. Odlanie pomnika zlecono firmie Dekorative Bronze Articles z Komornik pod Poznaniem. 2 czerwca 2007 roku, kilka dni przed ósmą rocznicą wizyty Jana Pawła II w Toruniu, odbyło się uroczyste odsłonięcie i poświęcenie pomnika.
Pomnik mierzy 3,5 m wysokości. Ponadnaturalnej wielkości rzeźba siedzącego papieża Jana Pawła II została odlana z brązu. Rzeźbę ustawiono na podstawie z granitu. Na podstawie od frontu znajdują się faksymile podpisu Jana Pawła II. Po prawej stronie widnieje napis: „W hołdzie wielkiemu Polakowi, Honorowemu Obywatelowi miasta Torunia, doktorowi honoris causa Uniwersytetu Mikołaja Kopernika wdzięczni torunianie.” 2 czerwca 2007 r. Autor prof. Stanisław Radwański. Oddany do użytku pomnik wzbudził kontrowersje. Naukowcy z Wydziału Sztuk Pięknych Uniwersytetu Mikołaja Kopernika w Toruniu zwrócili uwagę na niedopracowane elementy pomnika. Przedstawiciel Dekorative Bronze Articles przyznał, że pomnik został odlany w pośpiechu.
W październiku 2010 roku w Pampelunie stanął pomnik Jana Pawła II, stanowiący kopię pomnika w Toruniu.
W nocy z 19 na 20 maja 2020 roku pomnik został zdewastowany przez wandali. Twarz papieża zamalowano sprejem, pojawił się również nieprzyzwoity rysunek. Tej samej nocy zdewastowano pomnik Józefa Piłsudskiego w Toruniu. Sprawcy obu wandalizmów zostali zatrzymani następnego dnia.